# Арсланово (Буздякский район)
Арсланово (баш. Арыҫлан) — село в Буздякском районе Башкортостана, относится к Арслановскому сельсовету.

## Географическое положение
Расстояние до:
- районного центра (Буздяк): 23 км,
- центра сельсовета (Старые Богады): 5 км,
- ближайшей ж/д станции (Буздяк): 23 км.

## История
В «Списке населенных мест по сведениям 1870 года», изданном в 1877 году, населённый пункт упомянут как деревня Арасланова 3-го стана Белебеевского уезда Уфимской губернии. Располагалась при речке Кидаше, по правую сторону Казанского почтового тракта из Уфы, в 70 верстах от уездного города Белебея и в 35 верстах от становой квартиры в селе Шаран (Архангельский Завод). В деревне, в 185 дворах жили 1090 человек (542 мужчины и 548 женщин, башкиры, татары), были 2 мечети, училище. Жители занимались пчеловодством, деланием гребней, шитьём шуб, печным и валеным промыслами. 

## Население
| 2002 | 2009 | 2010 |
| ---- | ---- | ---- |
| 502  | ↗553 | ↘482 |

Согласно переписи 2002 года, преобладающие национальности — татары (99 %), башкиры (1 %).

## Описание села
С. Арсланово образовано в 1739 году. После Октябрьской революции 1917 г. «Декретом о земле» вся земля была национализирована, но крестьяне сохраняли право землепользования. Несмотря на то, что 3 марта 1918 г. большевики подписали Бретский мир с Германией, народ не получил долгожданного мира. Весной 1918 года вспыхнул чехословацкий мятеж, началась Гражданская война. Территория Башкортостана с самого начала братоубийственной войны попала в арену ожесточенных боевых действий красных и белых частей. Так как территория нашего края несколько раз переходила из рук в руки, через нашу деревню проходили то белые, то красные части. Старожилка деревни Фаррухямал Янаева вспоминала: «Во время одного из боев белые установили артиллерию на горе Коймэ-тау.» Мы прятались от пуль в глинобитных домах (пули застревали в глине). Один из снарядов попал в строение на Верхней улице, почти вся улица выгорела. И сегодня мы находим отстрелянные гильзы времен Гражданской войны. А воронки от снарядов – раны на родной земле – немые свидетели тех огненных лет.
К югу от Арсланово через лес проходила дорога «Казак юлы». По воспоминаниям старожилов деревни по нему прошли кавалерийские части красной армии.
Всякая война — это прежде всего трагедия человеческих судеб. И мои односельчане оказались в этой братоубийственной  войне по разные стороны воюющих армий. Ветеранами – красногвардейцами были уроженцы д. Арсланово Галлямов Даян, Хакимов Карим, Давлетгареев Фаткел, Гилязев Нурислам, Валиуллин Гильметдин, Янаев Кашфулла. Последний служил на Туркестанском фронте и участвовал в войне с басмачами.
Жители деревни стали очевидцами жестокой расправы над пленными красногвардейцами весной 1919 года. Что касается погребенных заживо красноармейцев, их останки были обнаружены летом 1956 года трактористом Ибрагимом Шакуровым во время добычи гравия для строительства грунтового шоссе Урзай – Богады. Останки павших были торжественно перезахоронены в «Могиле героев».
Зимой 1920 году жители деревень Арсланово, Богады, Урзайбаш, Караново, Килимово подняли антибольшевистское восстание. Сохранились такие сведения об этих событиях «Рапорт Старо – Богадинского сельисполкома в Буздякский волисполком 28.02.1920 г.»
В д. Арсланово в 1930 году появились кооперативы «Берляш» и «Яшьлек». В 1931 году они объединились в колхоз «Кызыл-тан». Первым председателем был Ахуньянов Шарифьян. С 1939 по 1952 гг. председателем был Халиуллин Шайдулла (с 1941—1945 гг. он был на фронте). Несмотря на большие трудности, колхоз постепенно шел на подъем. Но в июне 1941 года грянула война. С  д. Арсланово, Богады, д. Шланлыкулево было призвано на фронт 519 человек. Из них остались 344 на поле брани, 175 вернулись домой.
Урожай был низким, так в 1942 г. с 1 га убрали по 8 ц ржи, 9 ц пшеницы, 8 ц просо, 6 ц гречихи, 7 ц гороха.
Во время войны председателями колхоза были Янаев Гатаулла, Асфандияров Нурмухамет, Арсланов Ахияр. В 1950 году в состав к-за «Кызыл тан» вошли колхозы «Уртаюл» «Узянбаш».
Председателями были 1951 – Азаматов Насрулла, в 1953—1957 гг. – Адуллин Галимьян, с 1957 по 1974 гг. – Садыков Габдулхай. При нем колхоз «Кызыл-тан» и «Кызыл-маяк» объединились в колхоз «Спутник». В 1962 г. была электрифицирована д. Шланлыкулево, 1963 году — д. Богады, в 1964 году — д. Арсланово. По улицам деревни был проложен водопровод.

## Религия
В селе есть мечеть.